# Michael Hedges
Michael Hedges (Sacramento, California; 31 de diciembre de 1953-condado de Mendocino, California; 2 de diciembre de 1997) fue un guitarrista acústico instrumental, cuya música se podría catalogar entre new age y experimental.

## Historia
Estudió composición en el Peabody Institute de Baltimore, Maryland. Fusionó el estilo clásico con otras técnicas para guitarra acústica. Su talento fue descubierto, a principios de los 80, por William Ackerman, quien le escuchó tocar en un café, en Palo Alto, California. 

### Muerte
Michael Hedges murió a los 43 años en un accidente automovilístico, de camino a casa después de visitar a su novia. Falleció de forma casi instantánea. Su cuerpo se encontró unos días más tarde.

## Discografía
- Breakfast In The Field (1981)
- Aerial Boundaries (1984)
- Watching My Life Go By (1986)
- Live On The Double Planet (1987)
- Strings of Steel (1993)
- Taproot (1990)
- The Road To Return (1994)
- Oracle (1996)
- Torched (1999 - póstumo)